# Id Tech 5
id Tech 5 es un motor gráfico desarrollado por la compañía de videojuegos id Software. También es el quinto motor gráfico de la serie id Tech desarrollado por el programador gráfico John Carmack. Según Es compatible con la plataformas: Microsoft Windows, PlayStation 3, PlayStation 4, Xbox 360, Xbox One, Mac OS X y GNU/Linux.

## Desarrollo
En entrevistas con John Carmack, se mencionó el desarrollo del motor gráfico id Tech 5 con el propósito de mejorar el diseño, texturas y niveles gráficos de los videojuegos desarrollados por id Software. En la Expo de QuakeCon 2010, el presidente de id Software Todd Hollenshead, anunció que el motor id Tech 5 está listo y que se usará para proyectos futuros. En 2011 se dio a conocer que id Software está desarrollando el videojuego de acción en primera persona Rage con la ayuda de Bethesda Softworks usando el motor id Tech 5 con el fin de poder usarlo en otros videojuegos futuros.
En agosto de 2011, se informó que el motor id Tech 5 será también exclusivo para los videojuegos de Bethesda Softworks.
El juego “The Evil Within” multiplataforma cuya fecha de lanzamiento fue en 2014, hace uso de una versión modificada del motor ID Tech 5.

## Juegos que usan id Tech 5
Basados en id Tech 5
- Rage (2011) – id Software
- Wolfenstein: The New Order (2014) – MachineGames
- The Evil Within (2014) – Tango Gameworks[1]
- Wolfenstein: The Old Blood (2015) - MachineGames